# José Gregorio Hernández
José Gregorio Hernández Cisneros (Isnotú, Trujillo, 26 de octubre de 1864-Caracas, 29 de junio de 1919) fue un médico, científico, profesor, filántropo católico, y franciscano seglar venezolano, declarado beato por la Iglesia católica. El 25 de febrero de 2025, el papa Francisco autorizó su canonización, la cual tendrá lugar el 19 de octubre del mismo año.

## Biografía

### Infancia

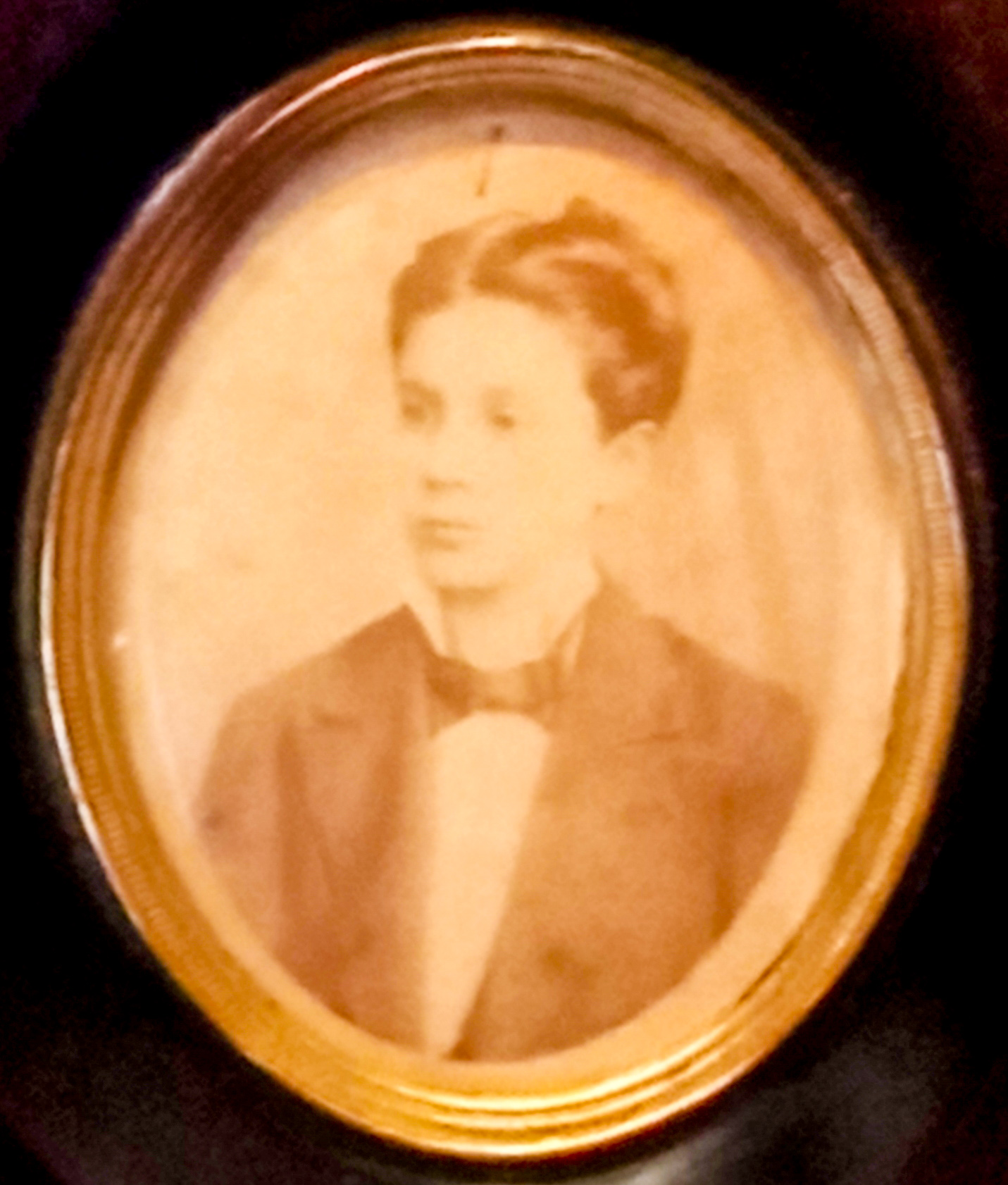
José Gregorio Hernández adolescente cuando se graduó de bachiller.

José Gregorio Hernández Cisneros nació el 26 de octubre de 1864 en Isnotú, una localidad que por aquel entonces era capital del Municipio Libertad del Distrito Betijoque del Estado Trujillo en Venezuela. Fue el primero de seis hermanos, hijo de Benigno María Hernández Manzaneda y Josefa Antonia Cisneros Mansilla. De sus hermanos, en mayo de 1863, nació María Isolina, quien falleció a los 7 meses, seguida de José Gregorio; luego, nació María Isolina del Carmen, en mayo de 1866. En septiembre de 1867, nació María Sofía, seguida por César Benigno, en agosto de 1869. En septiembre de 1870 nació José Benjamín Benigno, y finalmente su hermana, Josefa Antonia nació en agosto de 1872.
Por línea materna, descendía del cardenal Francisco Jiménez de Cisneros, quien fuera confesor de Isabel la Católica, fundador de la Universidad de Alcalá; y por vía paterna, a través de la rama de un tío bisabuelo, se emparentaba con el Santo Hermano Miguel, quien era educador y escritor, miembro de la Academia Ecuatoriana de la Lengua, y correspondiente de la Real Academia Española.
Durante su infancia vivió en su pueblo natal, su madre se dedicaba a labores del hogar propias de la época y su padre era comerciante y dueño de un almacén de mercancías secas, víveres y farmacia. Recibió el Sacramento del bautismo el 30 de enero de 1865 en el Templo Colonial de Escuque, hoy Santuario Diocesano del Niño Jesús de Escuque. Sus padrinos fueron Tomás Lobo y Perpetua Enríquez. El sacramento de la Confirmación se efectuó el 6 de diciembre de 1867 en la iglesia de San Juan Bautista de Betijoque, por el señor Juan Bonet, Obispo de Mérida.
Su madre falleció en 1872 cuando él contaba con ocho años de edad. Su primer maestro fue Pedro Celestino Sánchez, representante de una escuela privada en Isnotú. Durante sus años de estudios envió una recomendación al padre del pequeño José Gregorio para que lo encomendara a estudiar a la capital del país.
A los trece años de edad, José Gregorio manifestó a su padre su deseo de estudiar la carrera de derecho. Sin embargo, su padre le convenció para que estudiara medicina. A partir de ese momento, tomó la medicina como su propia vocación. En 1878, cuando contaba con trece años y medio, bajó de la sierra trujillana hasta Caracas, siguiendo una travesía: Isnotú, Betijoque, Sabana de Mendoza, Santa Apolonia y La Ceiba en mula; por el lago hasta Maracaibo, y después por mar a Curazao, Puerto Cabello y La Guaira, y por tren, desde este puerto a la ciudad capital.

### Estudios en Caracas

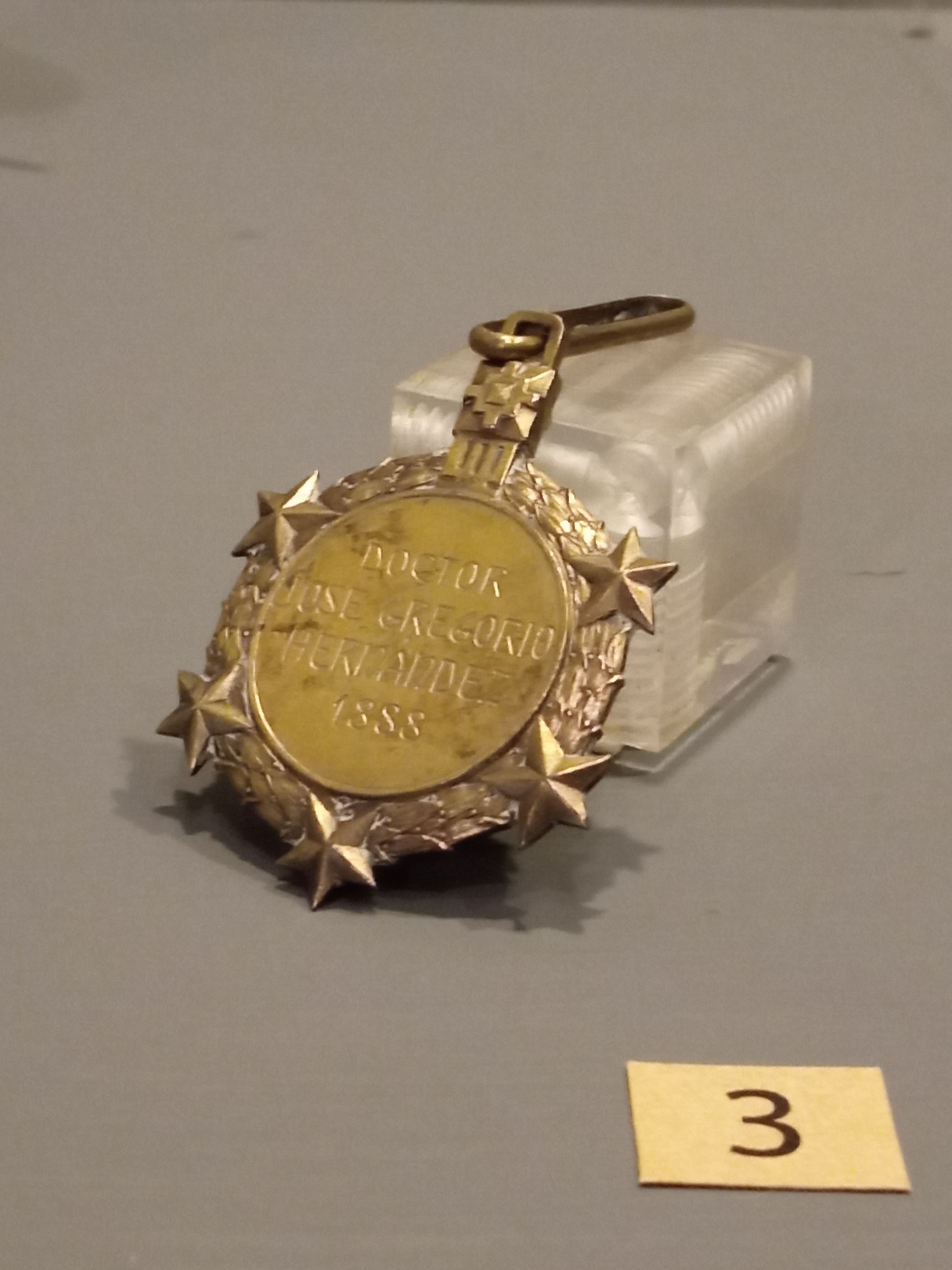
Medalla de graduación de José Gregorio Hernández como médico.

Al llegar a la capital de Venezuela, inició sus estudios en el Colegio Villegas, dirigido a la sazón por el doctor Guillermo Tell Villegas. Durante su estancia en el colegio, el joven José Gregorio entabló amistad con el director y su esposa Pepita Perozo de Villegas. Según el doctor Villegas, «José Gregorio era poco dado a jugar con sus compañeros y prefería pasar el tiempo libre en compañía de libros». Durante sus años en el Colegio Villegas, José Gregorio obtuvo buenas notas. Llegó a fungir como profesor de aritmética para los alumnos del primer curso. Entre 1878 y 1882 José Gregorio cursó preparatoria y filosofía, graduándose de Bachiller en Filosofía en ese último año.
A la edad de 17 años ingresa a la Universidad Central de Venezuela (UCV) para iniciar sus estudios de medicina. Según las certificaciones de los estudios universitarios de José Gregorio Hernández —en las que se evaluaban estos aspectos: aplicación, aprovechamiento, buena conducta y asistencia—, en gran parte de las materias de los seis años de estudio logró la calificación de sobresaliente; fue el estudiante más destacado en la carrera de medicina en la UCV, siguiendo el mismo desempeño mostrado desde su niñez.
Paralelamente a sus estudios de medicina daba clases particulares para ayudarse a sí mismo y a sus colegas. Aprendió de un amigo sastre a confeccionar ropa masculina y sus propios trajes. Estaba convencido de que: «En el hombre el deber ser es la razón del derecho, de manera que el hombre tiene deberes, antes que tener derechos».
Al graduarse con el título de Doctor en Medicina el 29 de junio de 1888, hablaba inglés, francés, portugués, alemán e italiano y dominaba el latín y hebreo, era filósofo, músico y teólogo.[cita requerida] Se traslada a ejercer la medicina en su pueblo natal, instalando un consultorio provisional, con el cual extiende su carrera como médico.

### Regreso a los Andes
En 1888, el rector de la UCV, Dominici ofreció ayudarlo económicamente para establecer un consultorio en Caracas, gesto que José Gregorio agradeció con estas palabras: « – ¡Cómo le agradezco su gesto, Dr. Dominici! Pero debo decirle que mi puesto no está aquí. Debo marcharme a mi pueblo. En Isnotú no hay médicos y mi puesto está allí, allí donde un día mi propia madre me pidió que volviera para que aliviara los dolores de las gentes humildes de nuestra tierra. Ahora que soy médico, me doy cuenta que mi puesto está allí entre los míos…».
José Gregorio parte para Isnotú en agosto de 1888; desde Betijoque el 18 de septiembre de 1888, le escribe a su amigo Santos Dominici en Caracas: «…Mis enfermos todos se me han puestos buenos, aunque es tan difícil curar a la gente de aquí, porque hay que luchar con las preocupaciones … que tienen arraigadas: creen … en los remedios que se hacen diciendo palabras misteriosas: en suma;… La clínica es muy pobre: todo el mundo padece de disentería y de asma, quedando uno que otro enfermo con tuberculosis o reumatismo…La botica es pésima...»
Hernández se radicó en Isnotú hasta el 30 de julio de 1889, luego de ejercer consecutivamente entre los tres estados andinos venezolanos (Trujillo, Mérida y Táchira), recorriendo las poblaciones con el fin de establecer un centro para el ejercicio permanente de su profesión. Regresaba de San Cristóbal y Mérida para consultar sus propósitos con su padre, y se encontró con una carta de su maestro, Calisto González, donde decía que lo había recomendado al presidente de la República Juan Pablo Rojas Paúl para que fuera a París a estudiar ciertas materias experimentales y así contribuir a la modernización de la medicina venezolana, porque creía que reunía las condiciones para tal misión, y que debía trasladarse a Caracas y dispuesto a seguir viaje a Europa.

### Estudios en Europa
En noviembre de 1889, José Gregorio Hernández ya se encontraba cursando estudios en los laboratorios de Charles Robert Richet, profesor de Fisiología Experimental en la Escuela de Medicina de París y quien a su vez había sido colaborador de Étienne Jules Marey y discípulo de Claude Bernard, reconocido de la medicina experimental en Francia. En el laboratorio de Mathias Duval estudia las áreas de Microbiología, Histología Normal, Patología, Bacteriología, Embriología y Fisiología Experimental, entre otras.
También participó en su formación Isidor Strauss, que había sido discípulo de Émile Roux y Charles Chamberland, quienes lo fueron a la vez de Louis Pasteur, todos ellos precursores de la Bacteriología. Posteriormente se traslada a Berlín para estudiar Histología y Anatomía patológica, a su vez que inicia un nuevo curso de Bacteriología.
Culminados sus estudios, Hernández regresa a Venezuela a fin de ingresar como profesor en la Universidad Central de Venezuela en Caracas; además, aprovecha para traer de Europa equipos médicos al Hospital Vargas, por instrucciones del gobierno venezolano. A él se debe la introducción del microscopio en Venezuela.[cita requerida]

### Carrera profesional

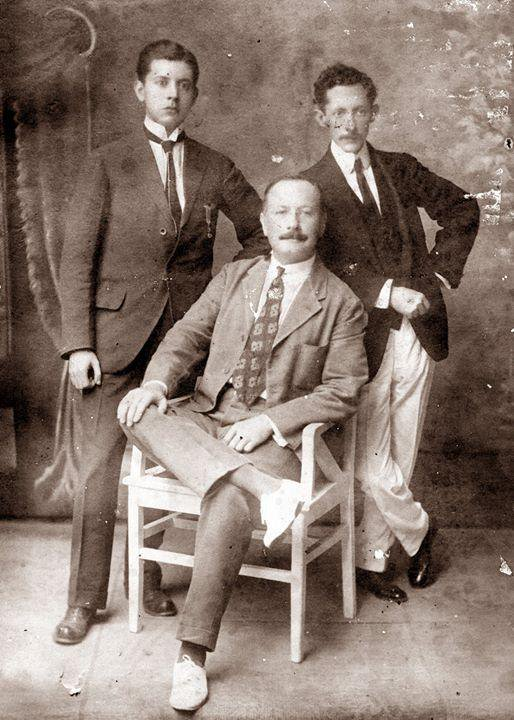
De izquierda a derecha: Dr. José Gregorio Hernández con 26 años de edad, Dr. Emilio Ochoa y Dr. Francisco Antonio Rísquez; en la Escuela de Enfermería de la UCV en la urbanización Sebucán, en Caracas (1890).

En 1891, Hernández regresa de Europa y, en el mes de noviembre de ese año, comienza su actividad como docente en las cátedras de Histología Normal y Patológica, Fisiología Experimental y Bacteriología de la Universidad Central de Venezuela (UCV), convirtiéndose en el fundador de ambas. Además, al concluir sus estudios de postgrado en París y Berlín, le fue delegada la responsabilidad de adquirir, con recursos del estado venezolano, los materiales necesarios para instalar el Laboratorio de Fisiología Experimental de Caracas, así como la adquisición de la bibliografía que fuera necesaria para la apertura de las cátedras mencionadas en la UCV. Por otra parte, a Hernández se debe la introducción del microscopio en Venezuela, del que además enseñó su uso y manejo. También introdujo otros instrumentos científicos[¿cuál?] que trajo de Francia, como atestigua su compañero, el doctor Augusto Pi Suñer.
Durante el Bloqueo naval a Venezuela de 1902, es el primero en alistarse al ejército en su parroquia de Altagracia de Orituco según constancia N° 1 del 11 de diciembre de 1902, aunque no llegó a entrar en combate.
El 14 de septiembre de 1909 es nombrado profesor de la cátedra de Anatomía Patológica Práctica, la cual funcionó anexa al Laboratorio del Hospital Vargas, y de la cual se encargó hasta la creación de la cátedra de Anatomía Patológica de la Universidad Central, con asiento en el Instituto Anatómico, y que fue regentada por el doctor Felipe Guevara Rojas, en 1911. 
Por otra parte, fue el fundador de la cátedra de Bacteriología, la primera de esta disciplina en América, y la primera persona en Venezuela en publicar un trabajo de dicha disciplina (Elementos de Bacteriología, 1906). También escribió sobre la angina de pecho de naturaleza paludosa junto a Nicanor Guardia, y en 1893 publicó en varios números de la Gaceta Médica.
Además de 11 trabajos publicados y dos que quedaron inéditos en el campo científico, escribió cinco obras literarias. Una de ellas, La verdadera enfermedad de Santa Teresa de Jesús escrita en 1907, quedó inconclusa; las demás, El Sr. Nicanor Guardia (1893), Visión de arte (1912), En un vagón (1912) y Los maitines (1912),  fueron publicadas en el Cojo Ilustrado.

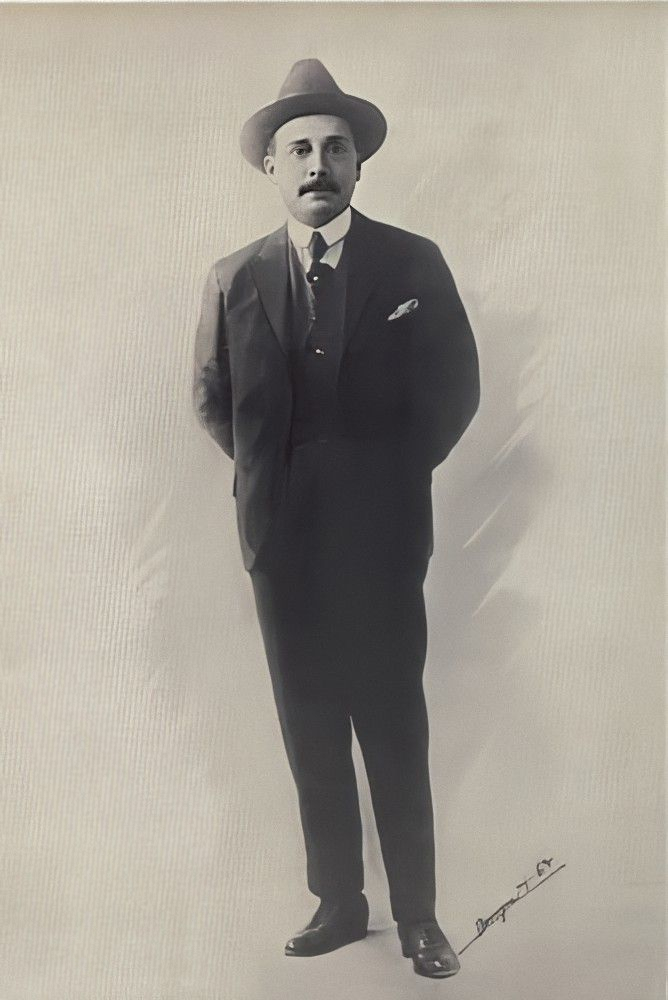
José Gregorio Hernández en 1917, en Nueva York, Estados Unidos, con 52 años de edad.

Es considerado el impulsor y pionero de la docencia científica y pedagógica en Venezuela, basada en lecciones explicativas, con observación de los fenómenos vitales, la experimentación sistematizada, prácticas de vivisección y pruebas de laboratorio. También coloreó y cultivó microbios e hizo conocer la teoría celular de Virchow. Por otra parte, es destacada su faceta como fisiólogo y biólogo, conociendo a fondo la física, la química y las matemáticas, ciencias básicas y trípode fundamental sobre la que reposa toda la dinámica animal.
Su labor docente fue interrumpida en dos ocasiones. La primera, cuando decide hacerse religioso y entrar en el monasterio de la orden de San Bruno en la Cartuja de Farneta, a la cual llegó el 16 de julio de 1908, y de la que regresó el 21 de abril de 1909, reincorporándose en mayo de ese mismo año a sus actividades académicas en la Universidad. 
La segunda vez que interrumpió sus actividades docentes fue a partir del 1 de octubre de 1912, cuando el gobierno dictatorial del general Juan Vicente Gómez decreta el cierre de la Universidad, ya que esta se había situado en contra de su régimen. Sin embargo, restablece su actividad docente en enero de 1916, tras la fundación de la Escuela de Medicina Oficial, que funcionó en el Instituto Anatómico. 
Hubo otra corta interrupción, pero esta vez sin apartarse del ámbito académico, ya que en 1917 viaja a las ciudades de Nueva York y Madrid para realizar estudios, quedando provisionalmente a cargo de sus cátedras el doctor Domingo Luciani. Reinicia su actividad docente el 30 de enero de 1918, hasta su muerte.
Durante la pandemia de gripe de 1918 en Venezuela, José Gregorio Hernández visita a los enfermos en Caracas.

### Fallecimiento
El 29 de junio de 1919 en horas de la tarde, José Gregorio Hernández salió a la esquina de Cardones a atender a una enferma, pero no pudo llegar porque fue atropellado por Fernando Bustamante un joven mecánico de 28 años de edad, dueño de un Essex en la esquina de Amadores, La Pastora, Caracas, Venezuela. 
El doctor Hernández cayó golpeándose la cabeza contra el filo de la acera, lo que ocasionó una fractura en el cráneo. De inmediato Bustamante, lo recogió y lo llevó al Hospital Vargas. En ese momento, que llegaron al centro de salud, no se encontraba ningún médico, entonces fue a buscar a Luis Razetti. Cuando llegaron al hospital, se encuentran al sacerdote capellán Tomás García Pompa quien le informó que Hernández había fallecido, a sus 54 años de edad. Razetti firmó el acta de defunción, dicha acta puntaba que además de la fractura de la base del cráneo certificada, tenía una ligera herida en la sien derecha, y un morado en la misma sien. 
Así mismo, las señales del golpe contra el poste de hierro era el brote de sangre por la nariz y la boca, más arriba de las rodillas tenía un franja de morada en ambas piernas. Una vez examinado y amortajado el cuerpo, fue trasladado a la casa de sus hermanos César Benigno y Sofía Hernández, que poseía el número 57, ubicada en la Avenida Norte, entre Tienda Honda y Puente de la Trinidad.
Cabe resaltar que, una de las actuales beatas de Venezuela, Candelaria de San José, oriunda de Altagracia de Orituco, estado Guárico, estaba hospitalizada en el Hospital Vargas tras salir de una operación, aunque se encontraba recuperada. La monja se dio cuenta de la noticia del arrollamiento de José Gregorio Hernández. El presbítero García Pompa le impuso los santos óleos a Hernández en el lugar donde se había sido internado y Madre Candelaria se encontraba allí orando por salud del doctor.[cita requerida]
A las 10:00 a. m. del día 30 de junio de 1919, en medio de una multitud, se inició el traslado del féretro de José Gregorio Hernández Cisneros al Paraninfo Universitario de la UCV encima de los hombros de sus estudiantes y discípulos, luego fue llevado y enterrado en el Cementerio General del Sur. 
El 23 de octubre de 1975, luego de un incendio provocado por las llamas de las velas sobre su tumba, y también debido al inicio del proceso de beatificación, y por solicitud del Vaticano, se realizó la exhumación de sus restos mortales para luego ser trasladados hasta el baptisterio de la Iglesia de Nuestra Señora de la Candelaria ubicada en el centro de la ciudad de Caracas, sitio donde reposan actualmente. En 2020, la Arquidiócesis de Caracas anunció que el cadáver sería trasladado a una sala especial de dicho templo, ante la aprobación de la Santa Sede de su beatificación.

#### Iglesia Nuestra Señora de La Candelaria
Esta iglesia fue fundada por canarios en honor a su patrona, la Virgen de Candelaria. Precisamente por los lazos históricos que existen entre las Islas Canarias y Venezuela, en este archipiélago existe una popular veneración por José Gregorio Hernández, de origen canario por parte de madre.

### Personalidad y legado
Era conocido como un profesor culto (hablaba español, francés, alemán, inglés, italiano, portugués, dominaba el latín, era músico y filósofo[cita requerida]) y exigente, y se caracterizaba por la puntualidad en el cumplimiento de sus deberes profesorales. Formó una escuela de investigadores, quienes desempeñaron un papel en la medicina venezolana. Discípulos de Hernández fueron, entre otros, el doctor Jesús Rafael Risquez, quien fue su sucesor en la cátedra de Bacteriología y Parasitología, y Rafael Rangel, considerado como el fundador de la parasitología nacional.
En cuanto a sus creencias, era católico, condición que nunca entró en conflicto con su labor científica, como apunta el doctor Juan José Puigbó: «Su faceta religiosa con todo lo encomiable que sea considerada en el plano místico, no debe opacar el inmenso aporte que realizó a la ciencia médica venezolana».

### Vida religiosa

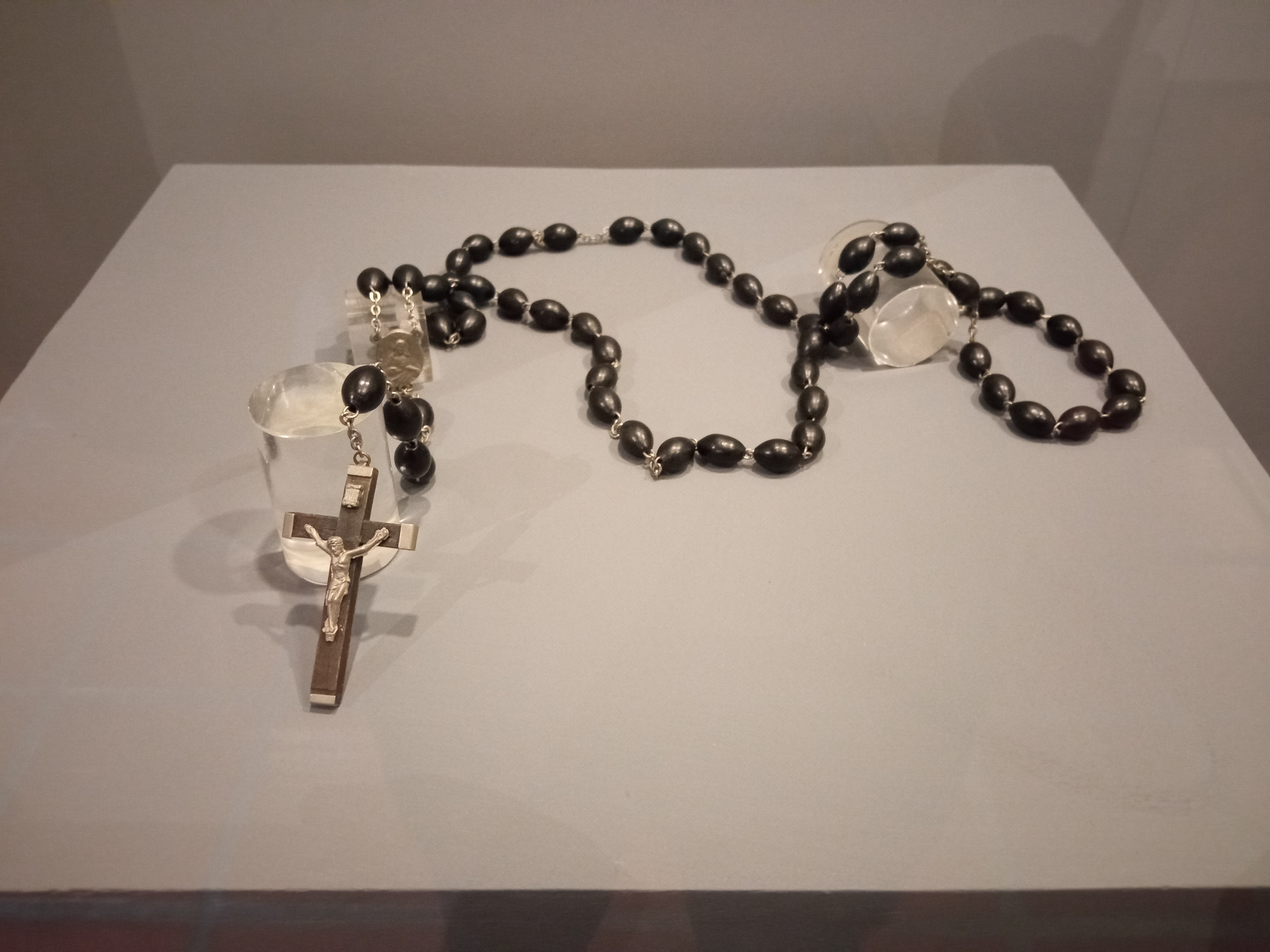
Camándula perteneciente a José Gregorio Hernández.

En 1907, decidió abocarse a la vida religiosa y, luego de discutir el caso con el arzobispo de Caracas, monseñor Juan Bautista Castro, envía una carta al prior de la Orden de San Bruno en la Cartuja de Farneta, cerca de Lucca (Italia). Por su parte, monseñor Juan Bautista Castro también envía una carta de recomendación al prior, en donde le solicita la admisión de José Gregorio a la orden. 
En 1908, es admitido en el monasterio de clausura, tomando el nombre de Hermano Marcelo. Sin embargo, nueve meses después de su ingreso, enferma de tal manera que el Padre Superior dispone su regreso a Venezuela para su recuperación.

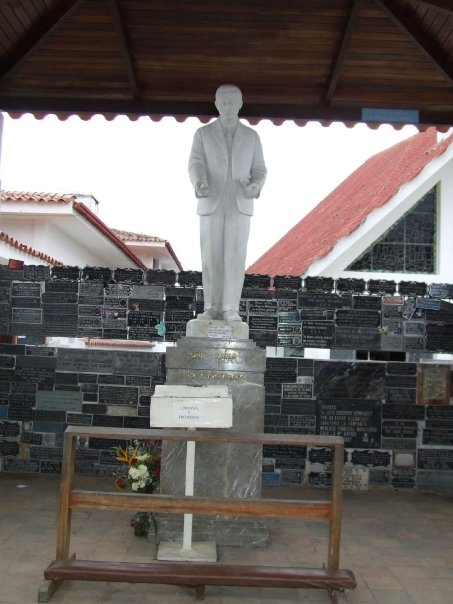
Estatua de José Gregorio Hernández en el Santuario Niño Jesús, Isnotú, Trujillo.

Llega a Caracas en abril de 1909, y ese mismo mes recibe permiso para ingresar en el Seminario Santa Rosa de Lima (hoy Universidad Católica Santa Rosa), aunque durante mucho tiempo sigue anhelando la vida monacal. Transcurridos tres años, decide intentarlo de nuevo y, esta vez, se embarca para Roma con su hermana Isolina. Ingresó en los cursos de Teología en el Pontificio Colegio Pio Latino Americano, pensando así prepararse para el monasterio. Pero una vez más sus planes se vieron frustrados por la enfermedad: una afección pulmonar que le forzó a retornar a Venezuela.
Perteneció a la Orden Franciscana Seglar de Venezuela (OFS), en la fraternidad de la Merced de Caracas, en la Iglesia Nuestra Señora de la Merced de los Frailes Capuchinos, realizó su profesión como franciscano seglar. Su profesión en la OFS La merced la realizó el día 7 de diciembre de 1899 como consta en el libro de actas de la fraternidad (copia fiel).

### Valoración de su obra

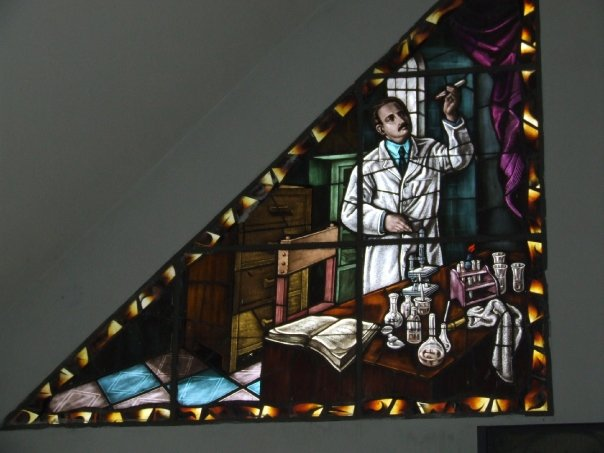
Vitral del templo del Santuario Niño Jesús, en Isnotú, Estado Trujillo.

Hernández, siendo un reputado médico e investigador científico fue autor de trece ensayos científicos sobre diversas disciplinas médicas, siendo reconocidos por la Academia Nacional de la Medicina de Venezuela, de la cual fue uno de sus miembros fundadores.
Su trabajo reviste importancia por su capacidad como clínico de someterse al rigor del método anatomoclínico que la escuela francesa había llevado hasta el cénit en su aplicación (como en los casos presentados por Hernández sobre tuberculosis, neumonía y fiebre amarilla). 
También se le reconoce por su capacidad de manejar los recursos derivados de las técnicas complementarias de diagnóstico (los datos de la histología patológica, de la bacteriología, de la parasitología y de la fisiología) para lograr una cabal interpretación de los procesos patológicos presentes en el paciente y por su capacidad para crear hipótesis novedosas (los datos de hematimetría en los sujetos de nuestro medio, la descripción de una nueva forma de angor pectoris de origen palúdico, etc).

## Culto público

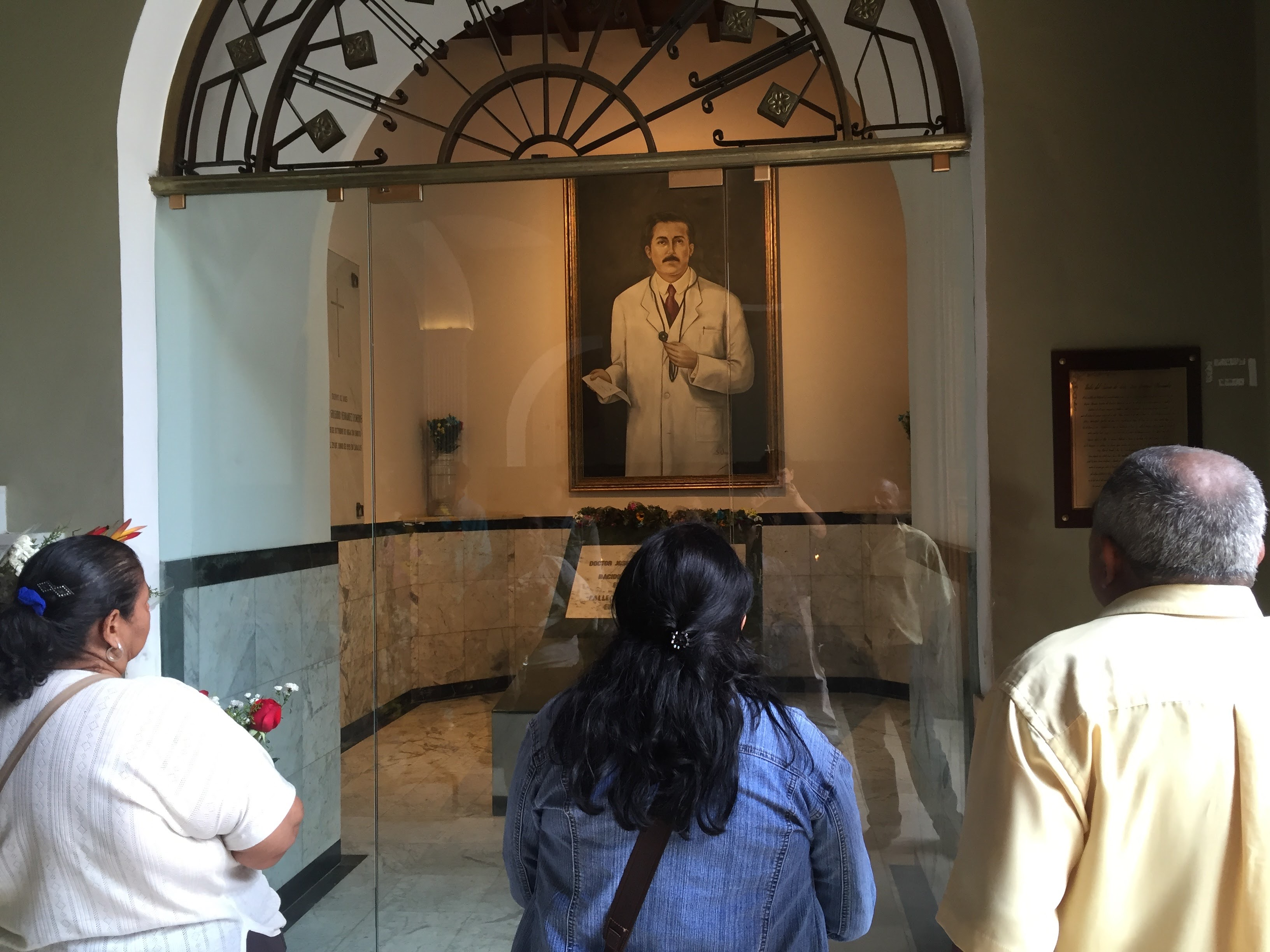
Devotos frente a la anterior tumba de Hernández en la Iglesia Nuestra Señora de la Candelaria, Caracas.

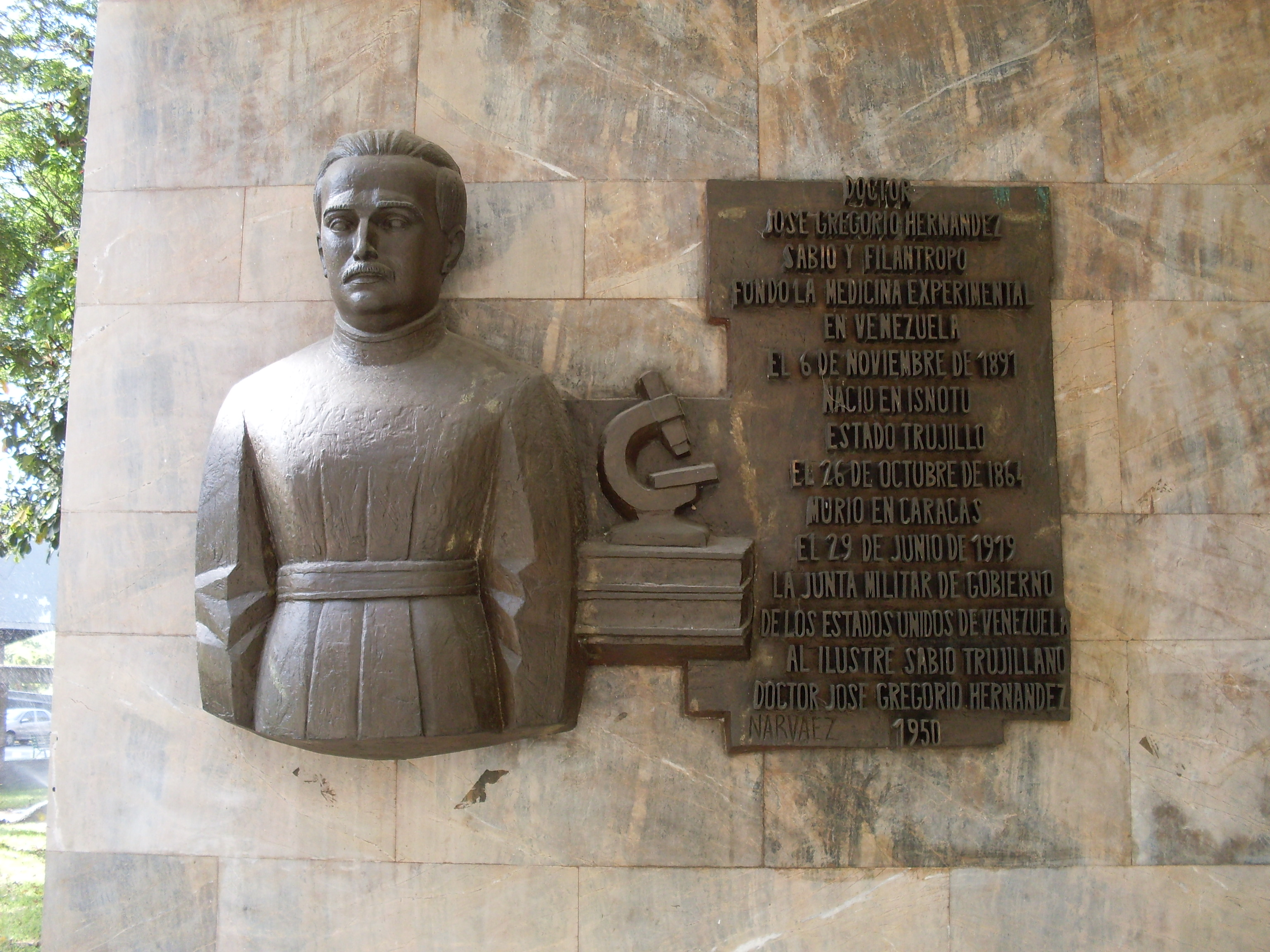
Escultura de José Gregorio Hernández hecha por Francisco Narváez en 1950, en la UCV. Entrada del Instituto de Medicina Experimental.

Hernández es objeto de amplio culto en Latinoamérica y es considerado como un santo popular, pese a que la Iglesia católica no lo reconocía como tal hasta el 2021. Su fiesta se celebra el 26 de octubre.
En la Iglesia de Nuestra Señora de la Candelaria de Caracas, reposan los restos del médico,
En la diócesis de Guarenas se le dedicó una iglesia parroquial en la población de Cúpira. En la diócesis de La Guaira se construyó un nuevo Santuario diocesano en el urbanismos Ciudad Chávez, consagrado el 26 de noviembre de 2023.
Hernández también está presente en las artes visuales en Venezuela y es objeto recurrente del trabajo de un grupo numeroso de artistas. Algunas exposiciones artísticas se han dedicado exclusivamente a José Gregorio Hernández, una de ellas en la Galería de Arte Nacional: «El Venerable… El milagro está hecho» curada por Mirla Soto (octubre 2020)

### Sincretismo

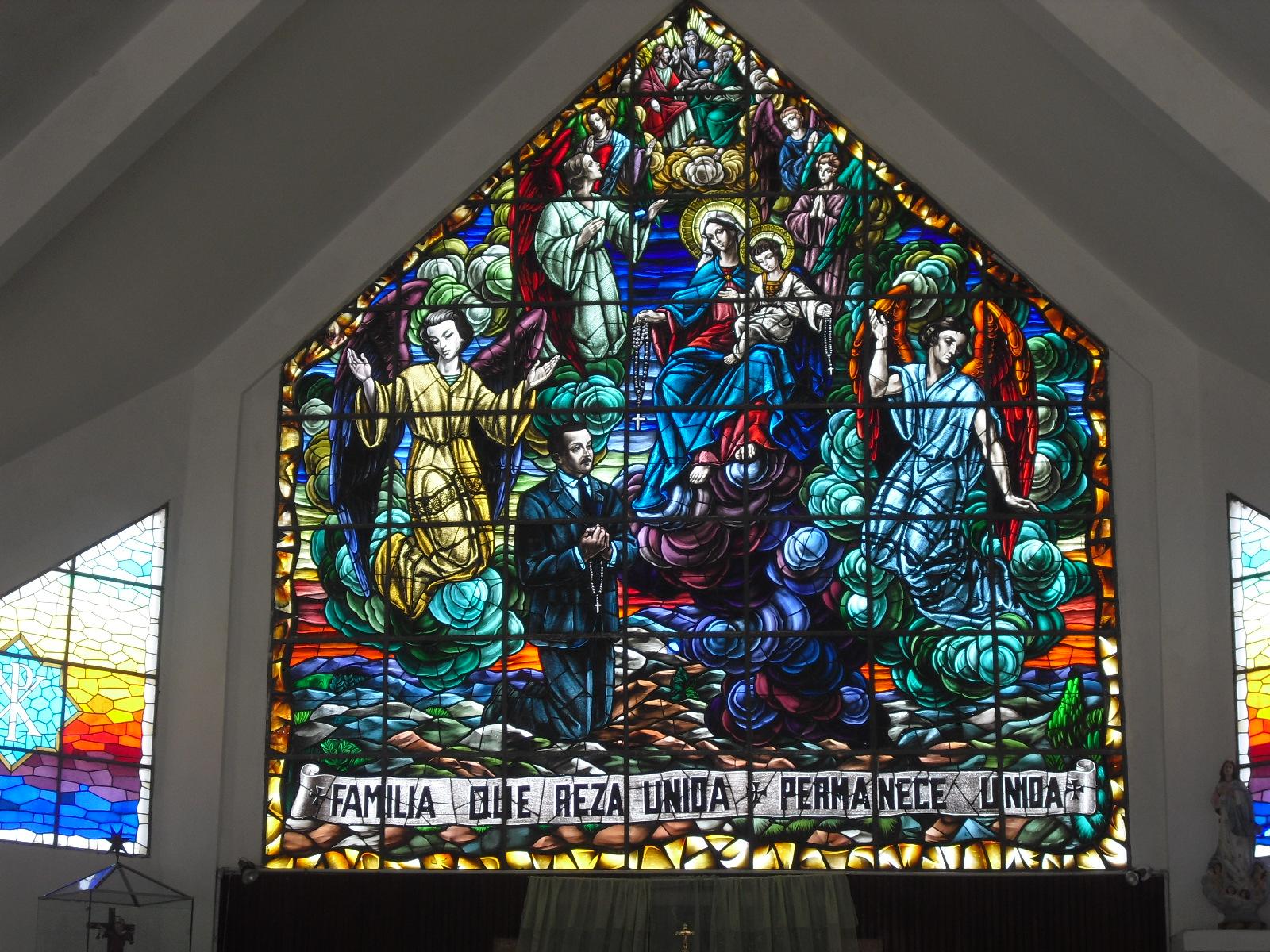
Vitral del templo del Santuario Niño Jesús, Isnotú, Trujillo.

Además del culto católico no oficial hasta 2021 y la profunda veneración popular que despierta, José Gregorio Hernández también es figura clave del sincretismo religioso o paganismo esotérico, puesto que precisamente se le atribuyen curaciones milagrosas. Si bien la mayoría de los que lo veneran son católicos, un porcentaje minoritario no se considera practicante de ninguna religión.
Ferrándiz, citado por Guerra Niño (2017) indica que su culto católico y veneración como figura curativa se iniciaron por igual frente a su tumba en los primeros años después de su muerte y precisamente por el apoyo que el médico dio a pacientes en medio de la Gripe Española durante 1918 y 1919. También existe la creencia popular que el médico se aparece en sueños a los pacientes que lo veneran y los interviene en éstos lapsos, quedando curados al despertar.
Algunos defensores de su causa como persona de veneración católica indican que el fervor popular que despertaba en sus inicios era tan fuerte, que practicantes del esoterismo lo convirtieron en un ídolo curativo y éxito comercial; y es que por ejemplo, en Colombia son populares los centros esotéricos fundados en honor a Hernández, a quien llaman como Hermano José Gregorio y a ellos mismos como gregorianos; la variedad de rituales y oraciones que practican es amplia.
Fue precisamente la conexión de Hernández con el esoterismo lo que retrasó la aprobación del culto por parte de la Iglesia Católica. De hecho, se indica que es precisamente esa la razón por la que el Vaticano decidió aprobar su culto público, para «descontaminar» el culto hacia Hernández «minado» por esoterismo y prácticas presuntamente mágicas, asociadas con frecuencia con el espiritismo y la brujería.
La apreciación popular del Dr. Hernández se ha expresado también a través de las artes. Sus representaciones en la pintura popular son frecuentes, distintos artistas lo han incorporado como un motivo recurrente. Ejemplos son Elisa Abadi, Mervin Marmol, Francisco Rada, Soraideé Romero y Miguel MarSan. Incluso algunas exhibiciones se han dedicado exclusivamente al tema, como el «Dr. José Gregorio Hernández: El Beato Ucevista camino a la santidad» en junio del 2022 en la sede de la UCV.

## Proceso de canonización

### Apertura del proceso
En 1949, la Iglesia católica comenzó el proceso de canonización, conducido por el arzobispo de Caracas, Lucas Guillermo Castillo en el Vaticano, ante el entonces papa Pío XII. En 1986, el papa Juan Pablo II reconoció sus virtudes heroicas y lo declaró «venerable».
En 1972, la Santa Sede reconoció que José Gregorio Hernández vivió una vida virtuosa y ejemplar para los católicos y en consecuencia el papa Pablo VI le concedió el título de Siervo de Dios, primer paso para su canonización. Luego de iniciar el proceso, y comprobados los primeros casos de sanación atribuidos a su intercesión, Hernández fue declarado Venerable, el 16 de enero de 1986 por el papa Juan Pablo II.

### Beatificación
El 27 de abril de 2020 la arquidiócesis de Caracas anunció que la Comisión encargada aprobó el milagro del venerable en la curación de Yaxury Solórzano Ortega una niña de 10 años que fue impactada en su cabeza con un proyectil de arma de fuego, durante un asalto a su padre, el 10 de marzo de 2017, cuando unos asaltantes intentaron despojarlo de su moto.

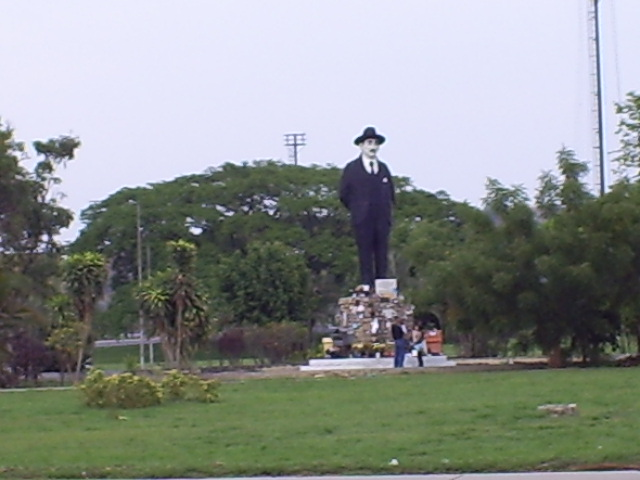
Estatua delDr. José Gregorio Hernández en Guacara, Venezuela

El papa Francisco autorizó la misa de beatificación, realizada el 30 de abril de 2021, siendo asignada su celebración litúrgica el día 26 de octubre, fecha de su natalicio. El 18 de junio de 2020, el papa aprobó el decreto que reconoció el milagro atribuido por su intercesión, por lo que se aprobó la ceremonia para su beatificación.
Con su beatificación, José Gregorio Hernández se convierte en el cuarto beato de Venezuela, y en el primer varón y el primer laico en llegar a ser reconocido como tal por la Iglesia católica.
El Vaticano publicó en su página oficial sobre su beatificación:

Una fe viva lo acompañaba siempre: para él la medicina era una misión, sobre todo para los más necesitados. A menudo compraba medicinas para sus pacientes y en lugar de pedirles dinero por la consulta, se las daba.

### Canonización
El 25 de febrero de 2025, el Vaticano dio a conocer la decisión de la canonización de José Gregorio Hernández. La arquidiócesis de Caracas confirmó que la firma del documento, requisito final para su santificación, ocurrió a pesar de la crisis de salud del pontífice.
El milagro de José Gregorio, el cual fue estudiado y aprobado con la comisión encargada, fue la salvación milagrosa del empresario venezolano Gonzalo Morales Divo, residente en Miami, Estados Unidos, ocurrido en 2021.
El 13 de junio de 2025, en el primer consistorio ordinario público del papa León XIV, se decretó que José Gregorio sería canonizado el 19 de octubre de 2025 junto con otros seis beatos. Su canonización tendrá lugar junto con la de Carmen Rendiles Martínez, y ambos se convertirán en los primeros santos de Venezuela.

## Homenajes

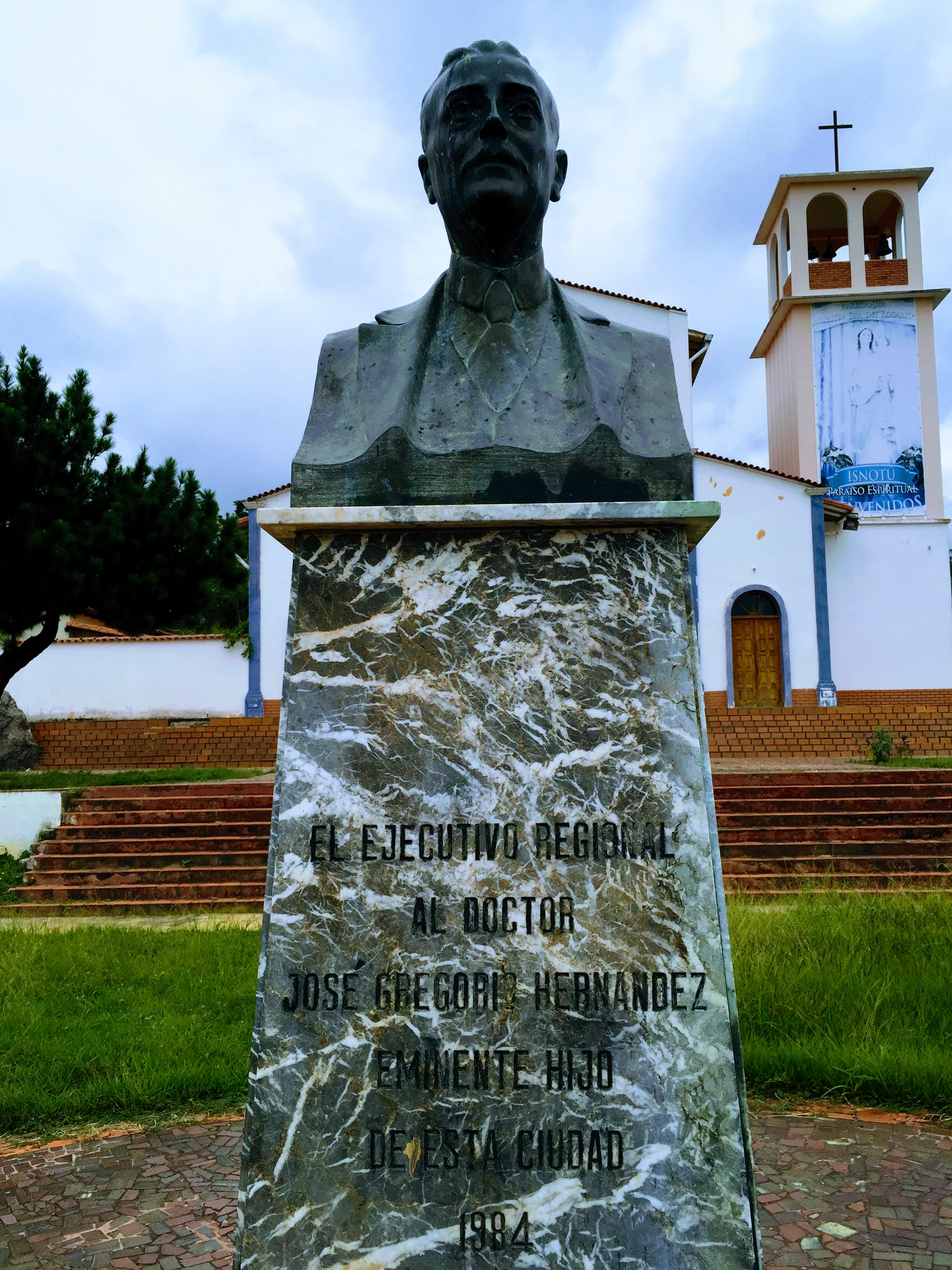
Busto de José Gregorio Hernández en Isnotú, Estado Trujillo.

Varios lugares dentro de Venezuela han sido nombrados en su honor destacan el Hospital General Dr. José Gregorio Hernández y la Universidad José Gregorio Hernández.
El Museo José Gregorio Hernández del Santuario del Niño Jesús de Isnotú. Una escultura de José Gregorio Hernández hecha por Francisco Narváez en 1950 fue develada en la entrada del Instituto de Medicina Experimental de la UCV.

## Publicaciones
- 1893 – Sobre el número de glóbulos rojos. Gaceta Médica de Caracas.
- 1894 – Sobre angina de pecho de naturaleza paludosa. Gaceta Médica de Caracas.
- 1910 – Lecciones de bacteriología. Gaceta Médica de Caracas.
- 1910 – Lesiones anatomo–patológicas de la pulmonía simple o crupal. Gaceta Médica de Caracas.
- 1910 – De la nefritis a la fiebre amarilla. Gaceta Médica de Caracas.
- 1912 – Elementos de filosofía. Caracas, Empresa El Cojo. Segunda edición: 1912. Tercera edición: 1959.
- 1913 – Renuncia ante la Academia Nacional de Medicina. Gaceta Médica de Caracas.
- 1918 – Nota preliminar acerca del tratamiento de la tuberculosis por el aceite de Chaulmoogra. Gaceta Médica de Caracas.
- 1922 – Elementos de bacteriología. 2.ª edición: Caracas. El Cojo.
- 1968 – Obras completas. Caracas. Universidad Central de Venezuela. Edición del doctor Fermín Vélez Boza.
- 1995 – Sobre Arte y Estética (selección de Elementos de filosofía más el artículo Visión de Arte, publicado originalmente en la revista El Cojo Ilustrado, N.º 491, 1 de junio de 1912). Maracay, La Liebre Libre, 1995. Prólogo de Juan Carlos Chirinos.

## Cine y televisión
En 1964, fue encarnado por el actor Américo Montero, llegó a hacer para RCTV varios programas y una serie, así como una película en coproducción con España.
En 1990 se produjeron en Venezuela dos telefilmes sobre su vida:
- El Venerable de RCTV, siendo interpretado por Flavio Caballero.
- José Gregorio Hernández, el siervo de Dios de Venevisión, encarnado por Mariano Álvarez.
- La médium del venerable, película de 2019.